# Alibori
Alibori är ett av det afrikanska landet Benins tolv departement, och omfattar ett område i den nordöstra delen av landet. Den administrativa huvudorten är Kandi. Departementet har gräns mot länderna Burkina Faso i nordväst, Niger i norr (där floden Niger utgör en stor del gränsen mellan länderna) och Nigeria i öster. Ytan uppgår till 26 242 km² och befolkningen var 867 463 invånare vid folkräkningen 2013.

## Administrativ indelning

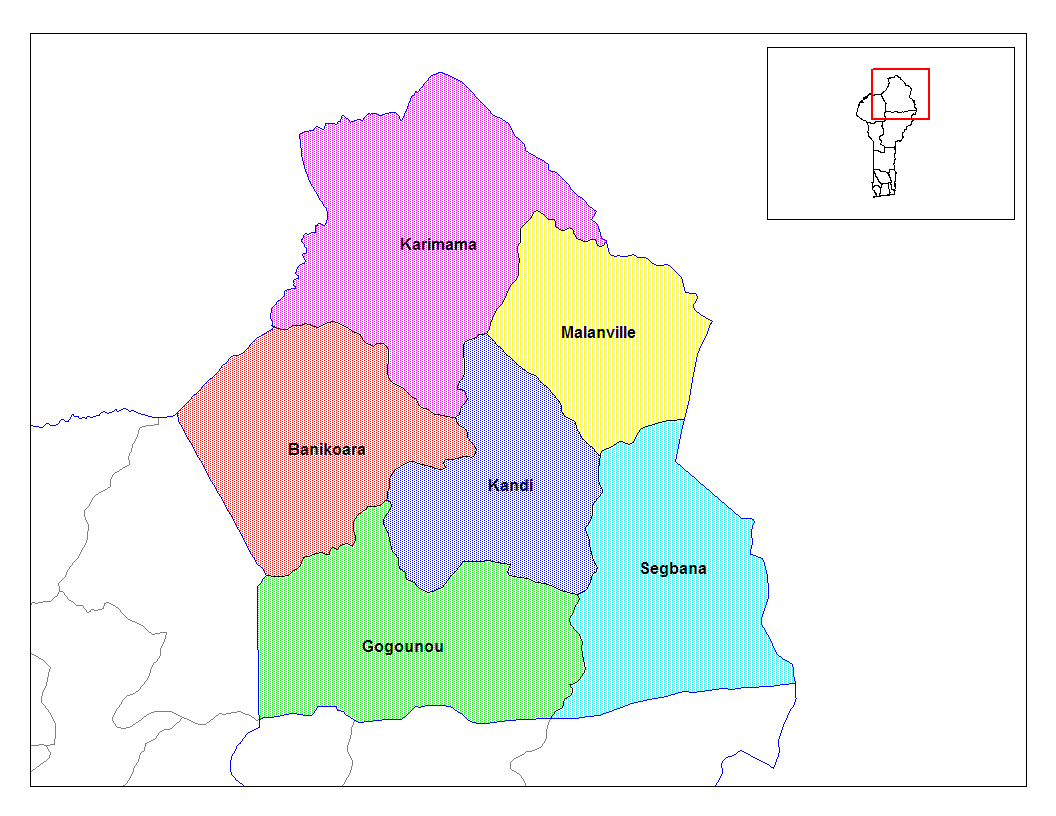
Karta över Aliboris kommuner.

Departementet är indelat i sex kommuner:
- Banikoara
- Gogounou
- Kandi
- Karimama
- Malanville
- Ségbana